# Przełęcz Medweże
Przełęcz Medweże – przełęcz w Beskidzie Niskim położona na wysokości ok. 490 m n.p.m. pomiędzy szczytami Małej Kiczerki (545 m n.p.m.) a Kiczery Wielkiej (694 m n.p.m.). Przez przełęcz nie prowadzi żaden znakowany szlak turystyczny.